# درایتسش
درایتسش (به آلمانی: Dreitzsch) یک شهر در آلمان است که در زاله-ارلا واقع شده‌است. درایتسش ۴۵۹ نفر جمعیت دارد.